# Drapeau de la république de Carélie
Le drapeau de la république de Carélie est l’un des symboles de la république de Carélie, l’une des républiques de Russie. Il a été adopté en 1993.

## Description
La loi de la république de Carélie relative à son drapeau national le définit ainsi :

« Le drapeau national de la république de Carélie, conformément à la page 158 de la Constitution de la république de Carélie, se présente sous la forme d’une étoffe rectangulaire avec trois bandes horizontales de même taille : la bande du haut est de couleur rouge, celle du milieu bleu ciel, et celle du bas verte. Le rapport entre la largeur du drapeau et sa longueur est 2:3. »

Le drapeau du Daghestan est similaire à celui de la Carélie, mais l’ordre des couleurs est inversé et le bleu est clair dans le cas de la Carélie.